# Янг ді-Пертуан Агонг

Державний штандарт Янг ді-Пертуан Агонга

Янг ді-Пертуан Агонг (також відомий як Король, Верховний керівник або Верховний голова) — титул верховного правителя або ж короля держави Малайзія.
Незалежна федерація Малая утворилась у 1957 р. та складалась з 11 штатів (9 малайських султанатів і 2 колишніх англійських сетльментів Пінанга і Малакки), кожен з яких керувався або султаном або губернатором. Згідно з конституцією, Малайська федерація була конституційною монархією на чолі з Янг ді-Пертуан агонгом (верховним правителем), що обирався на 5 років султанами зі свого середовища. Першим верховним правителем в серпні 1957 став бесар Негері-Сембілана Абд аль-Рахман. Федеральний уряд очолювався прем'єр-міністром — керівником партії більшості в палаті представників.
16 вересня 1963 р. після прийняття двох нових членів (калімантанських провінцій Сабах і Саравак), в Куала-Лумпурі відбулось проголошення нової держави — Федерації Малайзія. Її конституція в основному повторює положення конституці 1957 р. Рада правителів султанатів згідно неї є дорадчим органом та вибирає Верховного правителя — Янг ді-Пертуан Агонга. Король Малайзії виконує в основному представницькі функції як голова держави. Його обов'язком є також забезпечення особливого становища корінного малайського населення та «законних інтересів» інших громад. Більшість же влади в країні належить урядові на чолі з прем'єр-міністром.

## Виборні королі Малайзії
- 1957—1960 — Абд аль-Рахман
- 1960 — Хісам ад-дін Алам-шах
- 1960—1965 — Сеїд Харун Путра Джамал ал-Лаїм
- 1965—1970 — Ісмаїл Насір ад-дін-шах
- 1970—1975 — Абдул Халім Муадзам Шах
- 1975—1979 — Ях'я Петра
- 1979—1984 — Ахмад-шах аль-Мустаїн
- 1984—1989 — Махмуд Іскандар аль-Хадж
- 1989—1994 — Туанку Азлан Мухібуддін Шах
- 1994—1999 — Джафар
- 1999—2001 — Салах ад-дін Абд аль-Азіз-шах
- 2001—2006 — Саєд Сіраджуддін
- 2006—2011 — Мізан Зайнал Абідін (вдруге)
- 2011—2016 — Абдул Халім Муадзам Шах (вдруге)
- 2016—2019 — Мухаммад V Фарис Петра
- 2019—2024 — Абдулла Шах
- з 2024 — Ібрагім Іскандар